# الانتخابات الرئاسية الإسرائيلية 2007
شمعون بيريز، رئيس وزراء سابق وعضو بحزب كاديما.أنتخب من قبل الكنيست كرئيس قادم لإسرائيل في 13 جوان 2007.

## النتائج
تخصيص تصويت (من أصل 120) كان:	.
الدورة الأولى
- شمعون بيريز:58 صوت
- رؤوفين ريفلين:37 صوت
- كولات افيتال:21 صوت

الدورة الثانية
- شمعون بيريز
  - مع:86 صوت
  - ضد:23 صوت